# Camille Max
Camille Max (22 november 1989) is een Belgisch petanquer.

## Levensloop
Op de Wereldspelen van 2017 in het Poolse Wrocław behaalde ze samen met Nancy Barzin zilver in de 'classic double'. In de finale verloren ze van het Thaise duo Nantawan Fueangsanit en Phantipha Wongchuvej.